# General Acha
General Acha é um município da província de La Pampa, na Argentina.